# Federación Nacional de Voleibol de Guatemala
La Federación Nacional de Voleibol (F.G.V.B) es responsable de las actividades de voleibol en Guatemala, y gerencia la dirección de la Selección Nacional de Guatemala, tanto femenina como masculina. 
La Federación Nacional de Voleibol de Guatemala pertenece a la Asociación de Federaciones Centroamericanas de Voleibol (AFECAVOL),  está afiliada a la Confederación de Norteamérica, Centroamérica y el Caribe de Voleibol , también está afiliada a la Unión Panamericana De Voleibol (UPV) y es miembro de la Federación Internacional de Voleibol(FIVB).

## Historia
Fue en la década del 30 al 40 cuando por primera vez se vio voleibol en Guatemala, y jugado exclusivamente por grupos de personas que veían en una recreación, pero no llegó a practicarse como deporte. En la década del 40 al 50, la presencia de infantes de la marina de los Estados Unidos le dan la popularidad en nuestro medio, jugándose en las bases militares y en las instalaciones del antiguo Club Alemán, actualmente conocido como Campo Universitario los Arcos. 
Después de la revolución del 44 se incrementó la realización de juegos de voleibol, y la realización de torneos informales; profesores de Educación Física, universitarios y militares intentan organizar en el mes de julio de 1949 la primera Federación, pero los sucesos políticos de la época lo impiden. El Ing. Augusto Willemssen, es el primero en desempeñar el cargo de presidente, desarrollando una positiva labor, en 1954 tiene que radicarse fuera de Guatemala y lo reemplazan, en su orden, el Ing. Pedro Abascal, el Lic. Enrique Paiz Flores, el Lic. René Méyer del Pozo, el Dr. Baudilio Navarro, el Ing. Hugo Quan Ma. y el Lic. Carlos Posadas Vásquez. El 4 de julio de 1967, surge la FEDEVOLEIBOL, al realizarse en esa fecha la elección de Comité Ejecutivo, y es electo presidente el profesor Gordillo, quien bajo su dirección alcanzó una popularidad enorme este deporte
En el año 1949 fue fundada la Federación Nacional de Voleibol de Guatemala; en 1950 se realizan en Guatemala los VI Juegos Deportivos Centroamericanos y del Caribe, en los cuales participó el Deporte del Voleibol, sólo en rama masculina, ocupando un tercer puesto, después en México y Cuba. Oficializándose su afiliación a la Federación Internacional de Voleibol (FIVB) en el año 1951. Esto se convierte en uno de los logros más grandes de Guatemala en el mundo del deporte.

### Conformación como Federación
La conformación consta de 3 eventos, de los cuales son
:
- 1949 Se funda la Federación Nacional de Voleibol de Guatemala.
- 1950 Se realizan en Guatemala los VI Juegos Deportivos Centroamericanos y del Caribe, siendo requisito oficializar las federaciones de los deportes participantes, entre los cuales participa el Voleibol sólo en la rama varonil, ocupando el tercer puesto, después de México y Cuba.
- 1951 Se oficializa la afiliación de la Federación de Voleibol de Guatemala a la Federación Internacional de Voleibol (FIVB).

Dinovoleibolista

## Premios
En el año 2012, se califica por primera vez en la historia del país a los mundiales de voleibol de playa sub-19 y sub-21. Alcanzando a nivel de la confederación NORCECA de voleibol destacadas participaciones a nivel juvenil e infantil, y logrando después de muchos años obtener nuevamente el campeonato mayor masculino de voleibol de playa. Campeón centroamericano Mayor Masculino de Voleibol Sala 2014.